# Dom Beksińskich i Lipińskich w Sanoku
Dom Beksińskich i Lipińskich – drewniany dworek z 1. połowy XIX wieku w Sanoku, wyburzony w 1979 roku.

## Historia

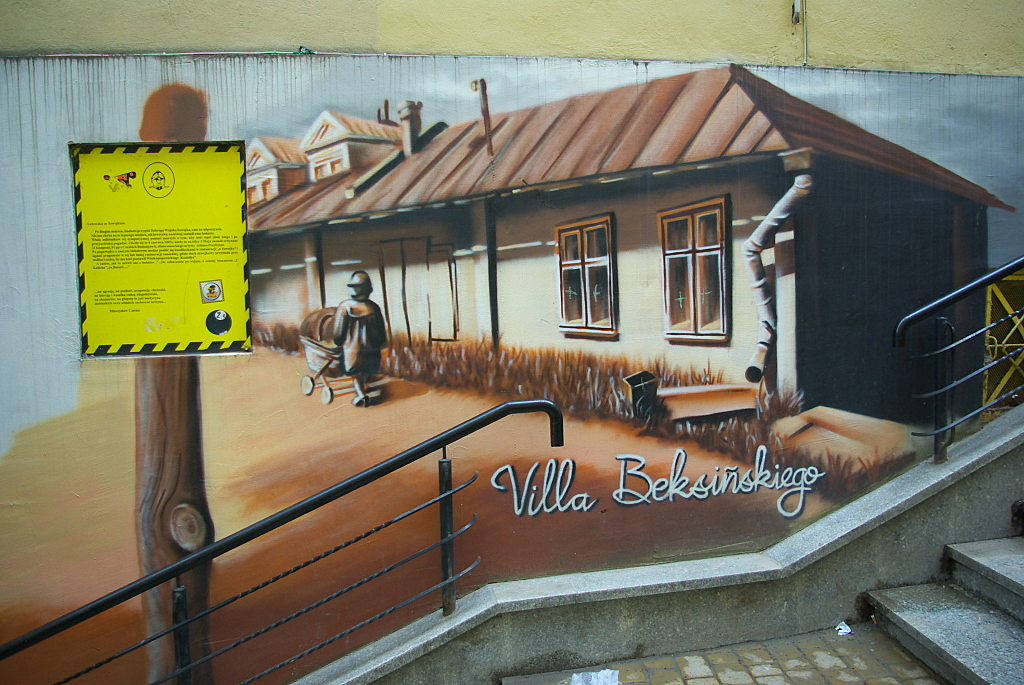
Budynek przedstawiony w formie graffiti w Sanoku

W połowie lat 40. XIX wieku do Sanoka przybyli dwaj byli powstańcy listopadowi: Mateusz Beksiński i Walenty Lipiński z zamiarem stałego osiedlenia się. Obaj nabyli kilka morgów ziemi przy ówczesnej ulicy Lwowskiej u zbiegu z ulicami Podgórze i Stanisława Konarskiego, gdzie później założyli warsztat kotlarski, będący prekursorem Fabryki Wagonów i Autosanu. Na zakupionym terenie nad Potokiem Płowieckim obaj wybudowali dom. Z uwagi na swoje położenie budynek zyskał też określenie „dom nad potokiem”. W drugiej połowie XIX zabudowania stanowiły część całości kotlarni.
Dworek pochodził z 1. połowy XIX wieku i figurował pod adresem ówczesnym ulicy Lwowskiej pod numerem konskrypcyjnym 225. Dom był w stylu dworkowym, parterowy, drewniany, z dachem pokrytym blachą, wybudowany na planie kwadratu, w środku którego istniało podwórko, wewnątrz posiadał obieg w formie amfilady. Tym samym w praktyce niemożliwe było wyłączenie jednego z pokoi bez odcięcia przejścia do przez do pozostałych. Według wspomnień Tadeusza Hoffa dom miał kształt podkowy i był wybudowany z drewna modrzewiowego. Posiadał dwie piwnice ze sklepieniami kolebkowymi, miał konstrukcję zrębową, zaś na ścianie wschodniej istniały ganek i weranda. Przód całości budynku przylegał do ulicy Lwowskiej (ulokowano w niem opisaną niżej aptekę). Od tej części odbiegały równolegle do siebie dwa skrzydła, przedzielone pasażem: w lewym zamieszkiwała rodzina Lipińskich, a w prawym żyła rodzina Beksińskich (Walenty i Mateusz ożenili się z siostrami Machalskimi). Prawdopodobnie w przeszłości (z pewnością przed 1929) dom uległ spaleniu. Pomiędzy skrzydłami stała studnia, wykonana z drewna i obudowana, a przy niej rosła jodła. Z werandy od strony wschodniej istniało zejście stromymi schodami do ogrodu przylegającego od wschodniej strony. Przed 1939 przy domu istniała altanka z bzu. Do lat 70. ogród był zapuszczony, rosły tam bzy i lilie oraz drzewa lipy i sosny.
Do końca życia w domu pod numerem 225 zamieszkiwali Mateusz Beksiński (zm. 1886) i Walenty Lipiński (zm. 1897). W domu zamieszkiwała także rodzina Walentego Lipińskiego, np. jego zięć inż. Henryk Stoy, wnuk Kazimierz Stoy, a potem także prawnuk Tadeusz Hoff. W późniejszym czasie zamieszkiwali w nim potomkowie Mateusza: syn Władysław Beksiński, wnuk Stanisław Beksiński, prawnuk Zdzisław Beksiński z rodzinami. Potomkowie Władysława Beksińskiego posiadali dwie przylegające do siebie kamienice przy ul. Jana III Sobieskiego w Sanoku – Stanisław część pod numerem 4, a jego siostra Władysława, żona Franciszka Orawca, część pod numerem 6; przy czym Stanisław był administratorem obu kamienic).
Wspomniana część frontowa budynku od strony została wynajęta i funkcjonowała w niej Apteka „Pod Opatrznością Bożą” (z przynależnym symbolem oka w trójkącie); prowadzili ją od 1905 Piotr Dunin-Wąsowicz (teść mjr. Jana Kosiny), od niego w 1912 nabył ją Henryk Eisenbach, a po nim syn Juliusz, prowadzący do 1939. Przed 1939 w domu działała Apteka „Pod Opatrznością Boską” Henryka Eisenbacha. Według stanu z 1939 prowadzili ją sukcesorzy Henryka Eisenbacha. Po wybuchu II wojny światowej aptekę przejął Ukrainiec Emil Macieliński. W trakcie okupacji niemieckiej w części domu (zamieszkiwanej wcześniej przez potomków Lipińskich tj. rodzinę Stoy) Niemcy uruchomili fabrykę marmolady. Według wspomnień osób znających dom w latach 60. i 70. należał wprawdzie do Beksińskich, ale rodzinie wolno było władać tak sporą powierzchnią, wobec czego część domu od ulicy zajmowała inna rodzina o nazwisku Stawarz. Wówczas mieszkanie rodziny Zdzisława Beksińskiego było ulokowane pomiędzy lokalami służącymi za aptekę i sklep. Jego struktura była skonstruowana w zawiłej formie przejść (określana też jako labirynt), istniały tam różne pomieszczenia, schowki, komórki. Wejście do mieszkania znajdowało się na werandzie, skąd za drzwiami w lewo przechodziło się do przedpokoju, w którym zawieszone były portrety przodków z rodziny Beksińskich i Lipińskich. Wprost od wejścia istniał duży pokój, a obok niego mały stanowiący pracownię malarza Zdzisława Beksińskiego. Natomiast na prawo od wejścia było przejście do pokoju Stanisławy Beksińskiej, a dalej do pokoju Tomasza Beksińskiego, który powstał w wyniku podzielenia wcześniejszej sypialni na pół. Łącznie, w latach 70. mieszkanie Beksińskich liczyło sześć pomieszczeń (cztery pokoje, kuchnia, łazienka).
Na przestrzeni lat budynek był formalnie położony przy ulicy Lwowskiej, Jagiellońskiej (od 1898), Adolf Hitler Strasse 53 (w okresie okupacji niemieckiej), Karola Świerczewskiego (w latach PRL). W późniejszym czasie dom figurował pod adresem ulicy Jagiellońskiej 41 (według innych źródeł 29, 39, 43, 44, 45). 
Po zakończeniu wojny i nastaniu Polski Ludowej w dawnej części domu należącej do Lipińskich ulokowano magazyn spółdzielni ogrodniczej. W okresie PRL stan całości zabudowań, mimo dokonywanych remontów, ulegał pogorszeniu, wskutek czego już pod koniec lat 60. zaistniało faktyczne zagrożenie skierowania go do rozbiórki od początku lat 70. W tym czasie w budynku, poza rodziną Beksińskich, zamieszkiwali także inni lokatorzy oraz ulokowano magazyn Gminnej Spółdzielni „Samopomoc Chłopska”. W 1972 obiekt pod numerem 43, stanowiący drewniany dom, a poprzednio zakład kotlarski, został włączony do uaktualnionego wówczas spisu rejestru zabytków Sanoka. 
Realna możliwość wyburzenia domu była relacjonowana przez Zdzisława Beksińskiego już w 1973. W 1974 podejmowano wstępne plany zagospodarowania tego terenu (według projektów miały tam powstać np. spółdzielnia, skwer, pawilon). Według wspomnień malarza decyzja o usunięciu jego rodzinnego domu była podyktowana zamiarem usunięcia „budynków szpecących drogę do partyjnego ośrodka w Arłamowie” (miał on być wręcz świadkiem faktycznego wskazywania przez urzędników przeznaczonych do zniszczenia budowli i oznaczania ich). W związku z tym rodzina Beksińskich planowała przeprowadzkę do Warszawy już w 1975 i w 1976. Wiosną 1977 artysta zakupił dla rodziny mieszkanie w stolicy. W 1977 nastąpiło wywłaszczenie, a majątek zabudowań został wyceniony na 200 tys. zł. Zdzisław Beksiński otrzymał kwotę za wywłaszczenie (potem środki z tego tytułu przeznaczył na zakup mieszkania w Warszawie dla syna Tomasza). 14 września 1977 z mieszkania do Warszawy wyjechali Zdzisław i Zofia Beksińscy. W opustoszałym już mieszkaniu w Sanoku przez jeszcze dwa tygodnie miał zostać ich syn Tomasz (udający się wkrótce na studia do Katowic) oraz matka malarza, Stanisława Beksińska, która ostatecznie spędziła w rodzinnym domu jeszcze sześć tygodni
Zabudowania zostały wyburzone i rozebrane w drugiej połowie maja 1979. Według relacji Jerzego Potockiego decyzję o wyburzeniu podjął I sekretarz PZPR w Sanoku
Do współczesności na terenie ogrodu, gdzie istniał dom, zachowały się szczątki kamiennych schodów, którymi schodziło się z werandy do ogrodu.

## Upamiętnienie

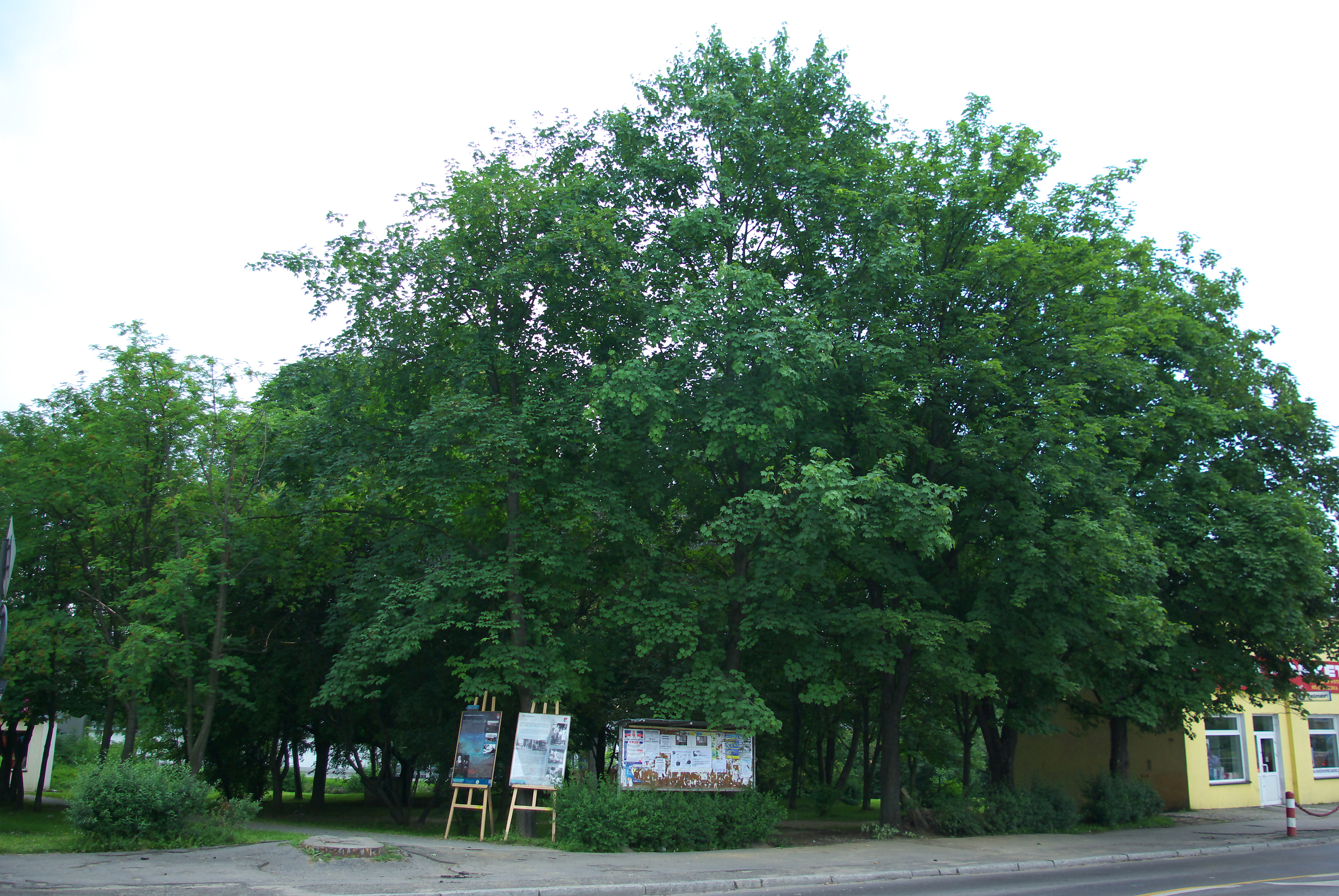
Zieleniec Beksińskiego w miejscu nieistniejących zabudowań

W miejscu istnienia domu został utworzony skwer pod nazwą Zieleniec Beksińskiego. Na tym obszarze została zachowana studnia. W 2005 w tym miejscu został zasadzony dąb kolumnowy upamiętniający Zdzisława Beksińskiego. Inskrypcja na tabliczce brzmi: W hołdzie wielkiemu sanoczaninowi Zdzisławowi Beksińskiemu. Zarząd Okręgu Bieszczadzkiego LOP. Sanok 11 listopada 2005. Upamiętnienie zostało odsłonięte 10 listopada 2005.
Widok nieistniejącego domu został namalowany w formie graffiti na ścianie przy Schodach Serpentyny, odchodzących od ul. 3 Maja w Sanoku.
1 października 2011 otwarto w Sanoku ścieżkę spacerową pod nazwą „Śladami Rodu Beksińskich”, wytyczoną i przebiegającą przez miejsca w mieście związane z rodziną Beksińskich. Na jej trasie umieszczono jedenaście tablic informujących o dokonaniach przedstawicieli rodziny. Tablice wykonano w formie sztalug malarskich z uwagi na działalność Zdzisława Beksińskiego i artystyczne profesje innych członków rodziny. Jedna z tablic została umiejscowiona w miejscu dawnych zabudowań domu Beksińskich.